# Nobodys Face
Nobodys Face (vormals DJ Focut, bürgerlich Henrik Miko) ist ein deutscher DJ und Musikproduzent.

## Werdegang
Nobodys Face, bürgerlich Henrik Miko wuchs in Rostock auf und lernte in seiner Kindheit beim Fußballspielen Marteria kennen. Erste Bekanntheit erlangte er als Mitglied von dessen Kollektiv Green Berlin sowie als sein Live-DJ und als Produzent von Marsimoto, zunächst noch unter dem Namen DJ Focut. Seine ersten Marsimoto-Instrumentals steuerte er 2006 auf dessen Debütalbum Halloziehnation bei.
Im Jahr 2016 veröffentlichte er schließlich sein eigenes Debütalbum Niemandsland über Four Music. Die elf Titel bewegen sich zwischen Hip-Hop, Elektro und Techno. Roter Faden des Albums ist die Vertonung von 24 Stunden, beginnend mit dem Abendrot, die eine von Hektik geprägte Nacht einläutet, über den Slow Down und einen Ausflug nach Bad Kleinen bis zum Happy Day mit Marsimoto. Außerdem auf dem Album vertreten sind Enda Gallery, Tua, Bendma und Chefket.
Drei Jahre später folgte das Instrumentalalbum Beats Beim Drehen. Darauf gastieren Suff Daddy, Farhot, 7apes, Torky Tork, Bendma, Dead Rabbit und Nomono.
Für das 2020 erschienene Album Chemical Animals arbeitete Nobodys Face wieder mit Vokalmusikern wie Enda Gallery, Majan, Chefket, Marteria, Sway Clarke und Pete Boateng zusammen. Darüber hinaus wirkten 7apes und Bendma erneut mit.
Auf seinem 2021 veröffentlichten zweiten Instrumentalalbum Beats Beim Drehen II sind außer ihm Josi Miller, Torky Tork, Cap Kendricks, 7apes, Birds Of The West, Dead Rabbit und DJ Piper zu hören.
Laut Pressetext betreibt er neben Kid Simius, Tua und K-Paul ein Studio in den Wir-waren-mal-Stasi-Studios von Green Berlin zwischen Berlin-Friedrichshain und Berlin-Lichtenberg. Neben den Projekten Marteria und Marsimoto produzierte er unter anderem Instrumentals für 3Plusss, Chefket, Döll, Jadu und Zugezogen Maskulin und mischte für einige weitere Musiker.

## Diskografie
Alben
- 2016: Niemandsland (Four Music)
- 2019: Beats Beim Drehen (Block Opera)
- 2020: Chemical Animals (Four Music)
- 2021: Beats Beim Drehen II (Block Opera)
- 2023: Beats Beim Drehen III (Block Opera)

EPs
- 2022: Silhouette (mit Mill Nashy & The Additives)

Singles
- 2016: Follow Me (mit Enda Gallery)
- 2016: Hektik (mit Tua)
- 2018: That's Right (mit Enda Gallery)
- 2019: R'n'B aus Lankwitz (mit Torky Tork)
- 2019: The Beast
- 2019: Ape Theory (mit 7apes)
- 2020: On Point
- 2020: Pacific (mit Enda Gallery)
- 2020: Animals (mit 7apes)
- 2020: Chemicals (mit Chefket)
- 2020: Amiga (mit Torky Tork)
- 2020: Film (mit Chefket & 7apes)
- 2020: Don't You Know (mit 7apes)
- 2021: Flying Lessons (mit Cap Kendricks)
- 2021: Les Couleurs (mit Josi Miller)
- 2021: The Green (mit Dead Rabbit)
- 2021: Walk on a Weiher (mit Torky Tork)
- 2021: Habits sind da (mit Nugat)
- 2021: The Badger (mit DJ Piper)
- 2021: Iridescent (mit Dead Rabbit)
- 2021: Por Que (mit Birds Of The West)
- 2021: Athena
- 2022: Inner Demons (mit Mill Nashy & The Additives)
- 2022: Hghsfck (mit Joha)
- 2022: Kanootti (mit Heitech & 7apes)
- 2022: Wald (Marteria feat. Nobodys Face; #12 der deutschen Single-Trend-Charts am 25. November 2022[12])

Remixe
- 2021: 7apes & Joha – Earthbound